# Многотиражная газета
Многотиражная газета (или низовая газета, корпоративная газета) — газета, издаваемая производственными, научными или учебными коллективами. Термин «многотиражная газета» обозначает периодическое издание газетного типа, выпускаемое на предприятии или в учреждении типографским, литографским или другими множительными способами (гектограф, стеклограф, шапирограф). В качестве синонимов в 1920—1930-е гг. употреблялись наименования «местная газета», «печатная газета», «тиражная газета». Термин «многотиражная печать» отражал тот факт, что первые издания подобного типа создавались на основе стенных газет путём их тиражирования с помощью гектографа — печатного станка. 
В 1972 году в СССР выпускались 3852 многотиражные газеты (из них 955 колхозных) общим годовым тиражом свыше 424 млн экземпляров; периодичность этих изданий составляла от 3—5 раз в неделю до 1 раза в месяц. Важнейшую их часть составляли производственные издания. Некоторые из них к концу 1980-х годов имели десятки тысяч читателей, тираж до 100 тысяч экземпляров и распространялись во многих областях страны, на территории нескольких республик.

## История
Многотиражные издания появились в СССР вместе с ликвидацией безграмотности среди населения и служили целям информирования, воспитания сознательности и общественной активности в коллективах предприятий, вузов, воинских частях.
Начало этой работе положили решения руководства партии: письмо ЦК РКП (б) от 7 июля 1922 г. «О плане местных газет», постановления Оргбюро ЦК ВКП (б) от 1 декабря 1924 г. «О стенных газетах» и от 1 ноября 1925 г. «О рабселькоровском движении». Первые многотиражные издания создавались на основе стенных газет, путем их размножения на гектографе, затем начали печататься типографским способом. Важно, что такие газеты создавались по инициативе «снизу», творческими усилиями самих рабочих, которые хотели издавать газету самостоятельно, для себя и о своем предприятии и коллективе. Подготовку рабочих и сельских корреспондентов (рабкоры, селькоры, рабселькоры) вели кружки при редакциях стенных, фабрично-заводских, уездных и губернских (затем — областных) газет. Отделы печати и издательств региональных комитетов ВКП(б) организовывали курсы переподготовки заместителей редакторов и заведующих партийными отделами районных газет, редакторов фабрично-заводских газет, корректоров.
В период сталинской индустриализации в содержании многотиражных газет происходят изменения: они становятся одним из инструментов создания новой социальной реальности, «нового советского человека», «нового общества». Издателем многотиражки становятся партийная организация, администрация и профсоюзный комитет, а сама газета становится «коллективным организатором».
Каждое крупное предприятие стремилось иметь свою печатную газету, их издавали даже предприятия ГУЛАГа. По сведениям И. В. Кузнецова, в 1930-е гг. в СССР издавалось «свыше 2000 производственных многотиражек».
Некоторые крупные предприятия даже создавали собственные издательства: например, в феврале 1927 г. такое подразделение было создано при заводском комитете Сталинградского завода «Красный Октябрь», издававшее одноимённую газету тиражом от 2,5 тыс. экземпляров в 1928 г. до 10 тыс. в 1932 г. Крупнейшим заводским изданием Поволжья была газета «Даёшь трактор!» Сталинградского тракторного завода (15 тыс. экз. в 1932 году). Этот завод издавал даже производственный иллюстрированный ежемесячный рабочий журнал «За сталинские снаряды», в котором публиковались заметки самих рабочих, существовал литературный отдел.
В постановлении ЦК ВКП(б) от 19 августа 1932 г. «О фабрично-заводской печати» назывались «узловые проблемы», которые должны были освещаться в многотиражных газетах: «борьба за выполнение промфинплана, за повышение производительности и культуры труда; развертывание на предприятии соревнования». Редакциям газет следовало «тесно увязывать постановку производственных проблем с культурно-бытовыми вопросами».
В 1933 году на страницах журнала «Большевистская печать» состоялась дискуссия о целесообразности издания ведомственных и многотиражных газет, завершившаяся победой их сторонников. Было признано, что их создание себя полностью оправдало, принесло пользу развитию отдельных отраслей промышленности, «помогло в борьбе за генеральную линию партии на конкретных участках хозяйственного строительства».
Постановление ЦК ВКП/б/ от 19 мая 1936 г. «О фабрично-заводских газетах „Камский бумажник“ (Свердловская область) и „Ленинец“ (г. Горький)» предписывало «отменить существующую в некоторых фабрично-заводских многотиражках систему литературного гонорара, как противоречащую самому характеру фабрично-заводских многотиражек, которые должны быть продуктом самодеятельности рабкоровской общественности».
В период хрущёвской «либерализации» ЦК КПСС, напротив, ужесточил регулирование многотиражных газет. В постановлении от 18 июня 1956 г. «О порядке разрешения на издание многотиражных газет» издание разрешалось на предприятиях и стройках с количеством не менее двух тысяч рабочих и служащих и в вузах с таким же количеством студентов и преподавателей. Были определены объём изданий (две полосы половинного формата «Правды» с периодичностью раз в неделю), тираж (один экземпляр на 3-4 человека). Также было разрешено иметь в штате не более одного платного работника (ответственного секретаря), а всё содержание газеты готовить силами общественного актива. Это постановление породило в редакционных коллективах предприятий «подснежников», которые реально работали в редакции, а были оформлены на каких-то производственных участках как рабочие или служащие.
В 1959, 1963, 1986 гг. вопрос о целесообразности и правомерности той или иной отрасли иметь свою периодическую печать ставился снова, и признавалось, что такие средства массовой информации полезны и необходимы.
Однако с распадом СССР и переходом экономики на рыночные рельсы большинство многотиражных газет прекратили своё существование, в редких случаях заменившись корпоративными изданиями. Корпоративные периодические издания распространяются среди сотрудников того или иного предприятия или учреждения и не поступают в широкую продажу наряду с коммерческой периодикой общего плана.

## Структура и тематика газеты
Модель многотиражной газеты была типовой и в общих чертах повторяла обычные городские, областные, центральные газеты.
На первой странице публиковались передовые статьи, самые важные новости, сводки о ходе выполнения плана предприятием.
На следующих страницах печатали заметки и письма рабочих корреспондентов, «критику и самокритику», различные призывы. На последних страницах публиковалась культурная и развлекательная информация, стихи, сатира и фельетоны.
В многотиражках предприятий пристальное внимание уделялось производственным вопросам: выполнению плана, внедрению новой техники, рационализаторским предложениям. Печатались квартальные и годовые сводки об ассортименте и количестве выпускаемой продукции. На рубеже хозяйственного года публиковались обзорные материалы по отрасли, результаты работы других предприятий, анализировались недочёты. Сквозной темой была трудовая дисциплина, за её нарушения критиковали виновников.
В многотиражках публиковались материалы об условиях заключения и перезаключения коллективных договоров с отчётами администрации об их выполнении; заметки о соотношении роста производительности труда и роста зарплаты по цехам, по предприятию в целом, иногда и по отрасли. Выступления рабкоров находили отклик у администрации, которая, как правило, старалась отвечать на них в особых рубриках, превращая многотиражку в эффективный инструмент разрешения проблем производства, социальной сферы, конфликтов.